# Nikola Aleksić
Pour les articles homonymes, voir Aleksić.
Nikola Aleksić (en serbe cyrillique : Никола Алексић ; né en 1808 à Stari Bečej - mort le 1er janvier 1873 à Arad) était un peintre serbe.

## Biographie
Nikola Aleksić était issu d'une famille d'artistes. Il s'initia à la peinture dans l'atelier d'Arsen Teodorović à Novi Sad, où il resta jusqu'en 1826. Il se rendit ensuite à Vienne, où il suivit les cours de l'Académie des Beaux-Arts de 1828 à 1830, notamment ceux d'antique et de peinture historique. Après l'Académie, il effectua un  voyage de trois ans en Italie, copiant les peintres anciens mais peignant aussi quelques portraits d'officiers autrichiens d'origine serbe. En 1834, Nikola Aleksić revint à Novi Sad puis il s'installa à Sremski Karlovci, où il fit le portrait du métropolite Stratimirović. En 1837, il s'installa à Kikinda puis ouvrit un atelier à Temišvar en 1840. Il s'installa enfin à Arad, où il finit ses jours.

## Œuvres
Nikola Aleksić fut un peintre prolifique. Il réalisa un grand nombre d'icônes, de fresques et de portraits.
Parmi ses œuvres religieuses, on peut citer :
- 1837 : fresques et icônes à Mol ;
- 1838 : iconostase de l'église de Fibiș en Roumanie ;
- 1839 : iconostase et fresques dans l'église Saint-Michel-et-Saint-Gabriel de Banatsko Aranđelovo[1],[2] ;
- 1841 : iconostase de l'église de Cuvin en Roumanie - détruites en 1864 ;
- 1844 : iconostase et fresques de l'église de Simbăteru en Roumanie ;
- 1845 : iconostase à l'église de Sânmartin (Arad) en Roumanie ;
- 1845-1846 : fresques de l'église serbe d'Arad ;
- 1847 : iconostase de l'église de la Transfiguration d'Elemir[3],[4] ;
- 1848 : fresques de l'église Saint-Michel-et-Saint-Gabriel de Novi Kneževac[5],[6] ;
- 1854 : iconostase et fresques dans l'église des Saints-Archanges de Kumane[7],[8],[9] ;
- 1855 : iconostase, trônes et fresques pour l'église Saint-Michel-et-Saint-Gabriel de Novo Miloševo[10],[11] ;
- 1857 : fresques à Mokrin ;
- 1858 : iconostase de l'église Saint-Nicolas de Radojevo[12] ;
- 1859 : fresques de l'église Saint-Nicolas de Melenci[13],[14] ;
- 1861 : iconostase à Becicherecu Mic en Roumanie ;
- 1862 : iconostase à Varişalu en Roumanie ;
- 1863 : iconostase de l'église roumaine d'Arad ;
- 1865-1866 : iconostase de l'église serbe d'Arad ;
- 1867 : iconostase de l'église de Micălku (Arad) ;
- 1868-1869 : iconostase de l'église serbe de Gospođinci ;
- 1870-1871 : iconostase et fresques de l'église Saint-Nicolas d'Ostojićevo[15].

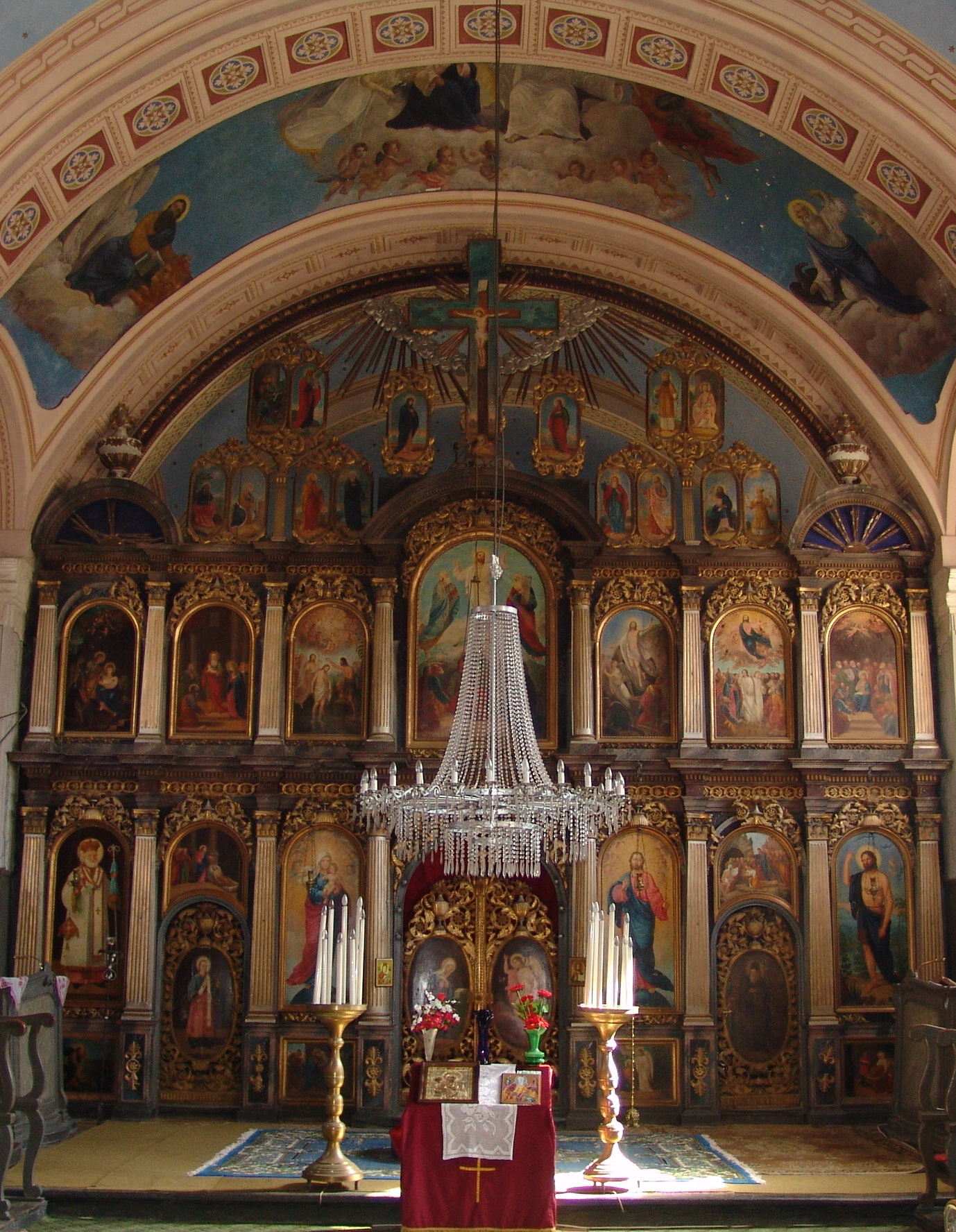
L'iconostase de l'église de la Transfiguration d'Elemir.
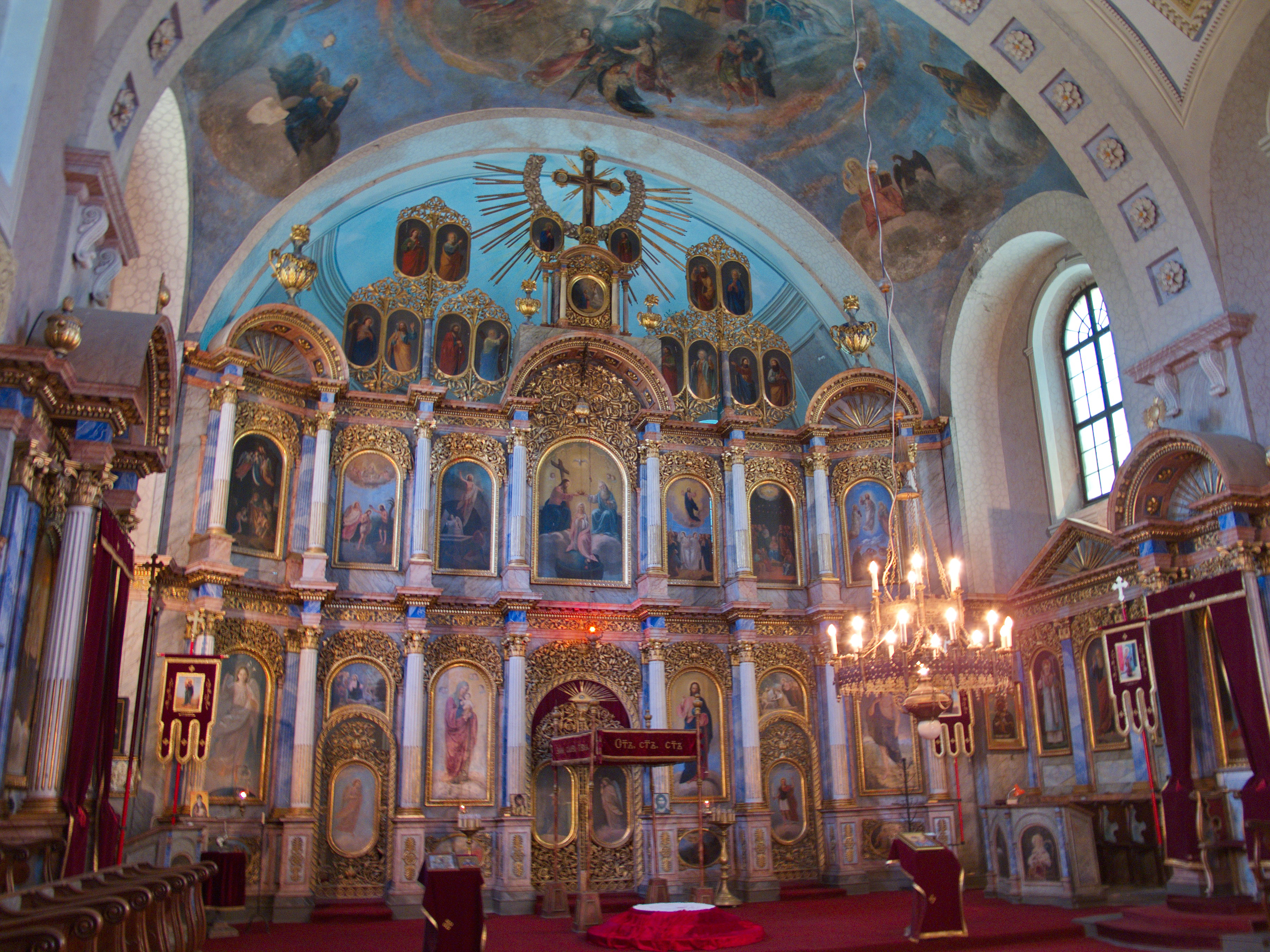
L'iconostase de l'église Saint-Michel-et-Saint-Gabriel de Novo Miloševo.
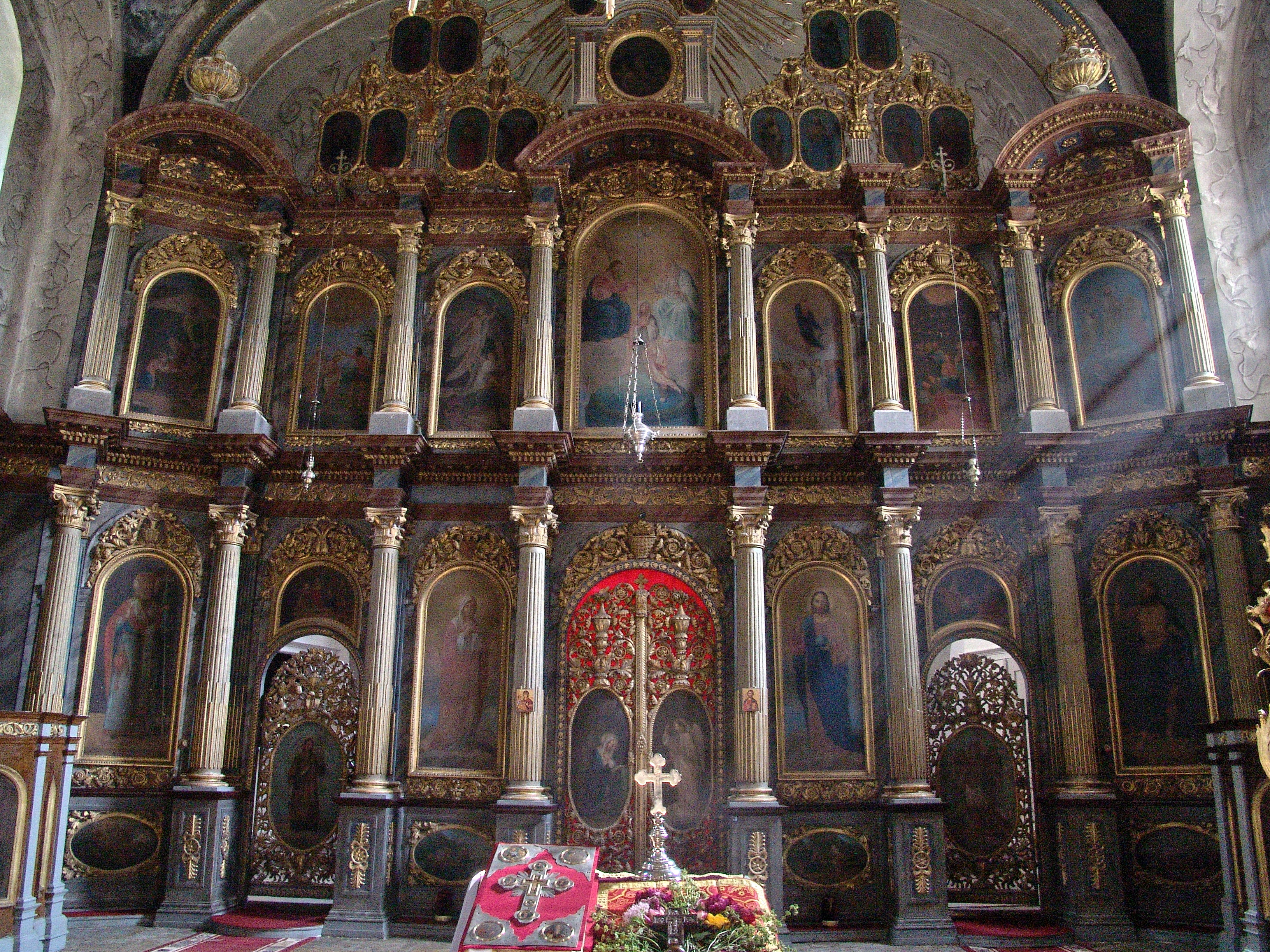
L'iconostase de l'église Saint-Nicolas de Radojevo.

Parmi ses œuvres profanes, on peut citer le Portrait de son fils (galerie de la Matica srpska), le Portrait de Jelisaveta Ninković, L'Homme en bleu (Čovek u plavom), Petite fille à la rose (Devojčica sa ružom, Musée national de Belgrade), Mala Kengelčeva, Portrait de femme en bleu (Portret žene u plavom, Galerie de la Matica srpska) etc.

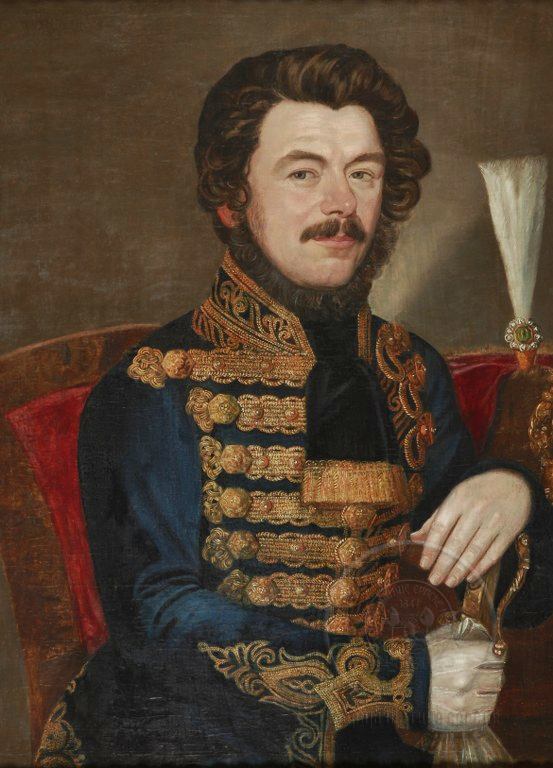
Portrait de Jovan Stefanović Vilovski, vers 1850, Galerie de la Matica srpska
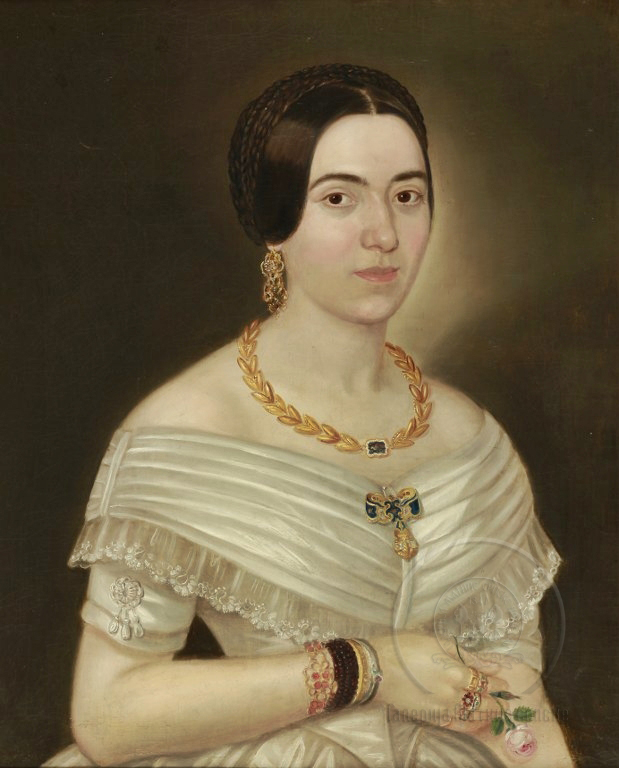
La Femme en blanc, 1851, Galerie de la Matica srpska

Par son style, il est représentatif de la période Biedermeier. Dans ses portraits, il fait montre d'un talent certain de coloriste.
Son fils Dušan et ses petits fils Stevan et Ivan furent également peintres.